# 이교주
이교주(李咬住, 생몰년 미상)는 고려 말기 사람이자 조선의 왕족이다. 생몰년은 전하지 않으며 조선 건국 전에 사망한 것으로 추정된다. 할아버지와 아버지가 연이어 사망하자 어린 나이에 원나라 천호 직을 세습받았지만 숙부 환조 이자춘에 의해 축출되었다. 태조 이성계, 의안대군 이화, 이원계, 이천계의 사촌 형이 된다. 한때 사촌간인 이천계와 동일 인물로 혼동되기도 했다.
이교주는 도조의 장남인 완창대군 이자흥과 박씨(朴氏) 부인의 아들로 태어났다. 1342년 7월 24일에 원나라의 천호였던 할아버지 도조가 사망하고 천호직을 세습받은 아버지 완창대군 이자흥도 그해 9월에 갑자기 사망하였다. 그는 어린 나이에 원나라 천호직을 세습받았지만, 배다른 삼촌으로 할아버지 도조의 후처 조씨(趙氏)의 아들 나해(那海)가 천호직을 넘보았다. 이때 삼촌인 환조 이자춘은 이복동생 이나해를 죽인 뒤 조카가 어리다는 것을 이유로, 조카가 성장할 때까지만 자신이 천호직을 세습하겠다 하고, 자신이 천호직에 오르게 된다.
조선왕조실록 태조 1권에 의하면 환조는 그가 성장한 뒤에 천호직을 돌려주겠다고 하였지만, 그에게 천호직을 돌려주지는 않았다.

## 기타
한때 아버지 완창대군의 양자가 되었던 사촌동생 이천계와 동일 인물로 해석되었다. 이교주와 이천계의 동일인 여부는 오랫동안 논란이 되었다. 그러나 태조실록의 1권에 이천계를 '初桓祖薨, 天桂自以爲嫡嗣'라 하여 환조의 적장자라고 기록하였다. 그런데 뒤에 천계가 교주라고 하여 후대에 혼선이 빚어졌다. 1900년(광무 3년) 7월 7일 종정원경(宗正院卿) 완순군(完順君) 이재완(李載完)이 고종에게 상주하기를, 이천계를 영성대군은 이미 완창 대군(完昌大君) 자흥(子興)의 소생이라는 것이 판명되었다며 영성대군 이천계의 대군작위에서 대를 제할 것을 상주하였다. 그러나 후일 공개된 태조실록에는 태조실록 1권에 이천계를 환조의 적사(嫡嗣), 적통을 이은 사자라고 기록한 것이 나타났다.
1455년(세조 1) 세조는 즉위 초, 한남군(漢南君), 영풍군(永豊君)에게 공름 지급을 거절하면서 이천계(李天桂)는 태조(太祖)의 서제(庶弟)로서 스스로 정파(正派)에 비의(比擬)하여 태조를 모해(謀害)하려 하였는데도 태조께서는 조금도 개의(介意)하지 않으셨다고 언급하였다.

## 같이 보기
- 다루가치
- 도조
- 완창대군
- 환조 이자춘